# الطاقة المتجددة في المغرب

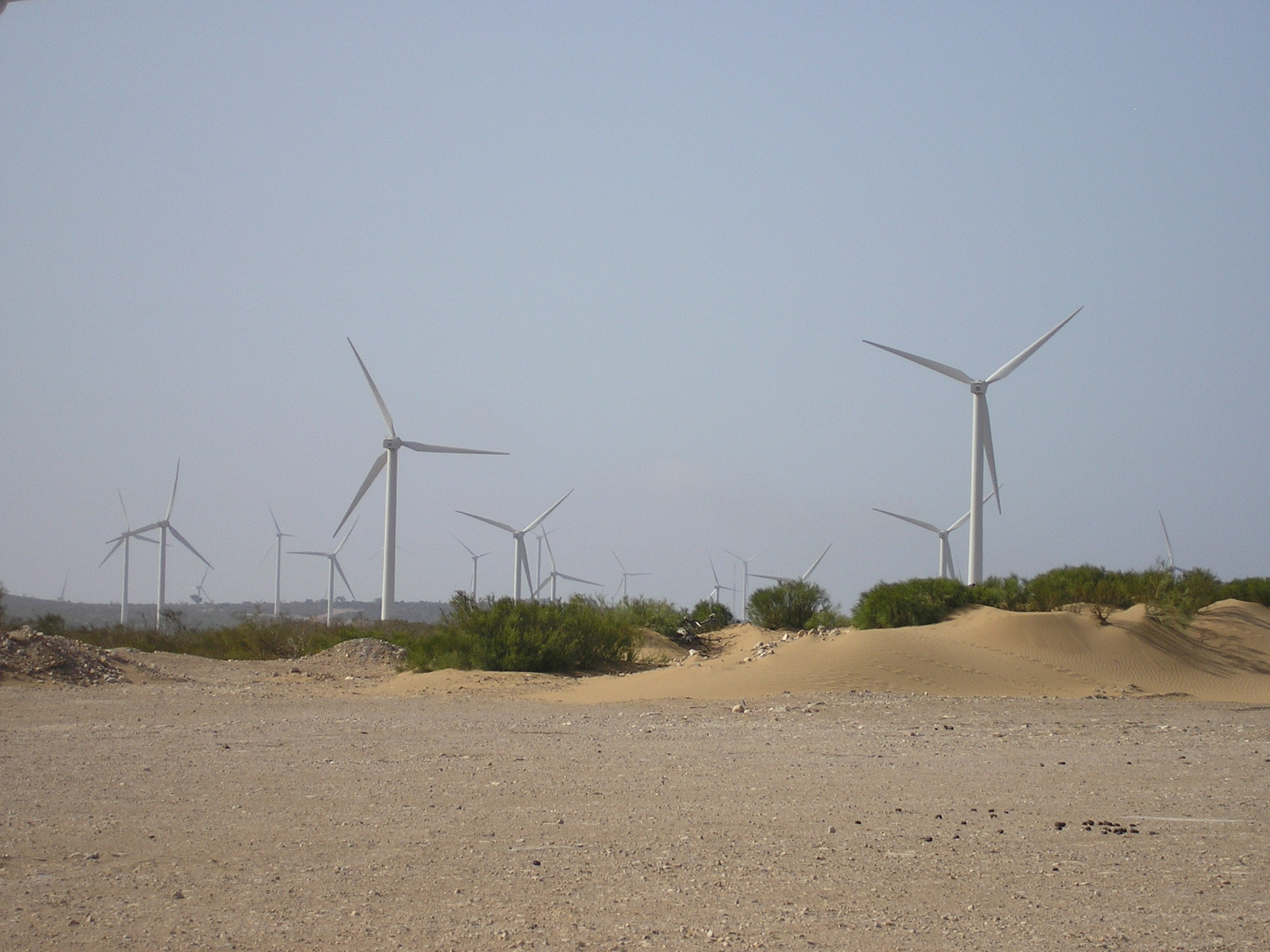
توربينات هوائية بمحطة لتوليد الطاقة من الرياح قرب الصويرة.

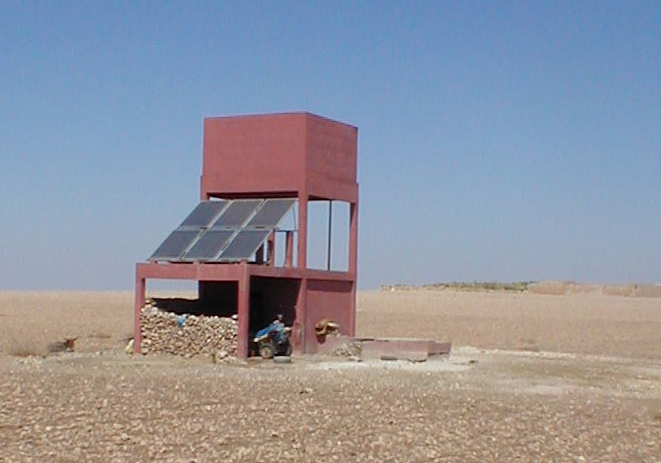
نظام شمسي في إقليم الرحمانة، بالقرب من مراكش

مثّلت الطاقة المتجددة في المغرب 0.4 بالمئة من رصيد الطاقة الوطني (باستثناء الكتلة الحيوية) ونحو 10% من إنتاج الكهرباء في عام 2007. تساهم مصادر الطاقة المائية القوية وطاقة الرياح المعتمد عليها حديثاً في دعم الطاقة المتجددة في المغرب (بقدرة 147 ميغاواط حالياً، ويجري تنصيب غيرها لتنتج 975 ميغاواط). يخطط المغرب لإنفاق 13 مليار دولار من أجل زيادة سعة توليد طاقة الرياح والطاقة الشمسية والكهرمائية (هيدروكهربائية)، وبناء البنى التحتية المرافقة لها كي ينتج البلد 42% من الكهرباء اعتماداً على مصادر الطاقة المتجددة بحلول عام 2020. تميل الحكومة المغربية إلى زيادة إنتاج الطاقة من مصادر متجددة، فقد وصلت فاتورة نفقات النفط بين شهري يناير وسبتمبر من عام 2009 إلى 1.4 مليار دولار أمريكي على شكل إعانات، فسجّلت انخفاضاً قدره 57.9% مقارنة بعام 2008.
يعزم المغرب، بحلول عام 2030، على إنتاج أكثر من نصف حاجة البلد للكهرباء اعتماداً على مصادر الطاقة المتجددة، ويخطط للحصول على 2000 ميغاواط من طاقة الرياح و 2000 ميغاواط من مصانع الطاقة الشمسية بحلول عام 2020، في سعيه وراء زيادة سعة الطاقة المتجددة بـ 1.5 غيغاواط سنوياً.

## الصناعة
يملك المغرب إمكانيات هائلة لإنتاج الطاقة بالاعتماد على الرياح وأشعة الشمس، لكن من المبكر الحديثُ عن تصدير المغرب تلك الطاقة المتجددة إلى أوروبا بالاعتماد على مشاريع مثل مشروع ديزيرتيك، والذي يكلف أكثر من 400 مليار يورو. من غير المعروف ما إذا كان الاستثمار المخطط له في مشروع ديزيرتيك وطاقة الشمس الحرارية عبر شمال أفريقيا سيمر بالمغرب، أو ما مقدار الطاقة التي يمكن تصديرها إلى أوروبا. من المرجح أن تحتاج خطط المشروع إلى عدة سنوات من الدراسات العملية والتي تحدد الجدوى من هكذا مشروع.
تلعب الطاقة المتجددة دوراً محورياً في خطة المكتب الوطني للكهرباء لتنمية الطاقة، والتي تبلغ تكلفتها 3.4 مليار دولار، وأُعلن عنها في شهر يناير من عام 2004. الهدف منها هو توفير 80% من حاجة المناطق الريفية للكهرباء بحلول عام 2008، وزيادة حصة الطاقة المتجددة من 0.24% عام 2003 إلى 10% عام 2011. تتمثل الخطة بإنشاء مشروعين لإنتاج الكهرباء بواسطة الرياح، ومنشأة لإنتاج الطاقة الكهربائية بالطاقة الشمسية، وبسعة 200 إلى 250 ميغاواط، في عين بني مطهر، حيث يتولد 30 ميغاواط من الطاقة الشمسية. سيتغير موقع إحدى المنشآت المسؤولة عن توليد الطاقة الكهربائية بالاعتماد على طاقة الرياح (تؤمن 60 ميغاواط) إلى مدينة الصويرة، بينما ستنقل منشأة أخرى (تؤمن 140 ميغاواط) إلى مكانٍ قريب من طنجة. من المفترض أن تبدأ منشأة الصويرة عملها عام 2007.
يملك المغرب مصادر طاقة متجددة أخرى بالإمكان تنميتها، وهي الأنهار الدائمة الأربعة للبلاد، والكثير من السدود التي يمكن استغلالها لإنتاج الطاقة الهيدروكهربائية. في شهر مايو من عام 2005، اختار المكتب الوطني للكهرباء شركة «تيمسول» في مشروع تكلفته 27.6 مليون دولار من أجل تأمين الطاقة الشمسية لـ 37 ألف منزلٍ ريفي بحلول 2007. مُنحت عقودٌ مشابهة في شهر مايو من عام 2002 إلى اتحادٍ قادته شركة «توتال إنيرجي»، وفي شهر يناير من عام 2004، مُنحت عقود مشابهة إلى شركة «آيبكس–بي إف». حالياً، تصل الكهرباء إلى 55% فقط من القرى المُدرجة ضمن الخطة.
ستبني شركة ألستوم الفرنسية، وهي الشركة التي بنت شبكة سكك حديدية لقطارات عالية السرعة بين طنجة والدار البيضاء، منشآت لتوليد الطاقة بسعة 470 ميغاواط لتشغّل شبكة السكك الحديدية. ستحصل المنشأة على أغلب سعتها من اشتعال الدورة المركبة للغاز، لكن الطاقة الشمسية ستسهم بـ 20 ميغاواط.

## طاقة الرياح
في الأعوام الأخيرة، ذهبت معظم الجهود المبذولة نحو تنمية وتطوير طاقة الرياح، وتُقدّر قدرتها الإجمالية اليوم بـ 800 ميغاواط، ومن المتوقع أن تصل سعتها إلى 1554 ميغاواط بحلول عام 2020. بدأ بناء مزرعة رياح طنجة، وهي الأكبر في المغرب، عام 2009، ومن المتوقع أن تبدأ عملها سنة 2010. قُدرت القدرة الإجمالية لمصادر طاقة الرياح في البلد بنحو 6000 ميغاواط في السنة، لكن تحقيق ذلك يتطلب الاستثمار بمليارات اليوروهات.

## الطاقة الشمسية
في الأول من شهر أكتوبر عام 2014، وافق البنك الدولي على تمويل مشروع لتنمية الطاقة الشمسية بمبلغ 159 مليون دولار أمريكي. دُعي المشروع بـ «محطة نور–ورزازات للطاقة الشمسية». كان الهدف من التمويل هو تحسين وإنماء مجمّع الطاقة الشمسية المغربي بهدف زيادة الإنتاج. وبدءاً من أكتوبر عام 2014، وصلت سعة المجمع إلى 160 ميغاواط. يأمل مخططو المشروع أن تصل السعة إلى 350 ميغاواط.
في شهر نوفمبر من عام 2009، أعلن المغرب عن خطته لتوفير ما مقداره 2 غيغاواط من سعة الطاقة الشمسية بحلول عام 2020. أطلق المغرب واحداً من أكبر مشاريع الطاقة الشمسية في العالم، وتُقدر تكلفته بـ 9 مليارات دولار. هدف المشروع هو توليد 2000 ميغاواط بحلول العام 2020. من المفترض أيضاً بناء 5 محطات للطاقة الشمسية. أُسست الوكالة المغربية للطاقة الشمسية، وهي مشروع خاص وحكومي، لقيادة المشروع السابق. دعت الوكالة المغربية الشركات المهتمة لتصميم وبناء وتشغيل وصيانة وتمويل أول محطة من محطات الطاقة الشمسية الخمس المخطط إنشاؤها، تقع المحطة الأولى جنوبي بلدة ورزازات، وتبلغ استطاعتها 500 ميغاواط. من المفترض أن يبدأ المصنع الأول عمله عام 2014، وينتهي المشروع بأكمله في عام 2019. عندها، سيوفر مشروع الطاقة الشمسية 18 بالمئة من الطاقة الكهربائية للمغرب سنوياً.
يهدف المغرب، وهو الدولة الأفريقية الوحيدة التي يربطها بأوروبا شبكات كابلات الطاقة، إلى الاستفادة من مبلغ قدره 400 مليار يورو من المتوقع الحصول عليه لتنفيذ المشروع الصناعي العابر للقارات ديزيرتيك.

## السياسة الوطنية
أعلن المغرب في شهر نوفمبر من عام 2009 عن مشروع طاقة شمسية قيمته 9 مليارات دولار، وادعى المسؤولون أنه سيؤمن 38 بالمئة من الطاقة اللازمة للبلد بحلول عام 2020. سيعتمد تمويل المشروع على جهات مانحة خاصة ورأس المال الحكومي. حضرت وزيرة الخارجية الأمريكية هيلاري كلينتون الاحتفالية المقامة بمناسبة المشروع، إلى جناب الملك المغربي. ويتألف المشروع من 5 مواقع لتوليد الطاقة الشمسية في المغرب، وسيؤمن 2000 ميغاواط من الكهرباء بحلول عام 2020. أعلنت ألمانيا عن رغبتها بالمشاركة في تنمية مشروع الطاقة الشمسية الذي قرر المغرب تنفيذه، وأعلن البنك الدولي أيضاً عن رغبته بالمساهمة. ستشارك ألمانيا أيضاً بتنمية مصنع لتحلية المياه.
أطلق المغرب خطة الطاقة المتجددة الوطنية في شهر فبراير من عام 2008 لتنمية الطاقة البديلة وتطويرها لتلبي ما مقداره 15 بالمئة من الاحتياجات المنزلية للطاقة، وكي تزيد من استخدام أساليب توفير الطاقة. من المتوقع أن تخلق تلك الخطة 400 ألف فرصة عمل، وتحرّك استثمارات يزيد قدرها عن 4.5 مليار يورو بحلول عام 2020. هناك أيضاً الخطة الوطنية لتنمية الطاقة الشمسية الحرارية، والتي وُضعت عام 2001، وتهدف إلى تنصيب 440 ألف سخانة مياه تعمل على الطاقة الشمسية بحلول عام 2012، لكن اكتمل تنصيب 235 ألف واحدة فقط. تخطط الحكومة المغربية لإنتاج 40 بالمئة من طاقتها باستخدام مصادر الطاقة المتجددة بحلول عام 2020.
وأكد تقرير حديث أصدرته شركة “سولار باور يوروب” البريطانية أن “المملكة المغربية عززت من موقعها في خريطة الطاقات المتجددة العالمية، وخاصة الشمسية منها.